# Almo (Software)
Almo-Statistik ist eine mittlerweile kostenlose Software zur statistischen Analyse von Daten, vor allem von Massendaten.
Eine Besonderheit dieser Software ist es, dass sie ein vollständiges System zur Wahlhochrechnung und Wählerstromanalyse besitzt.
Entwickelt wurde Almo von Statistikern, Mathematikern und Sozialforschern an der Johannes-Kepler-Universität Linz, Österreich. Zunächst wurde Almo auf Großrechnern entwickelt und eingesetzt, die Software ist seit 1988 auch auf dem PC einsetzbar, besitzt Schnittstellen zu SPSS und Excel und kann Daten grafisch ausgeben. Ein Schwerpunkt von Almo liegt auf der Clusteranalyse, die mit wohl allen ihren Sub-Modellen enthalten ist.

## Verfahren
Almo enthält folgende Verfahren:
- Häufigkeitsverteilungen und Tabellierungen jeglicher Art
- Korrelation
- nichtparametrische Verfahren
- Allgemeines lineares Modell mit allen seinen Teilmodellen
- die Logit- und Probit-Modelle
- Clusteranalyse
- kanonische Korrelation
- Zeitreihenanalyse
- Pfadanalyse
- Faktorenanalyse
- Korrespondenzanalyse
- Conjoint-Analyse
- Verfahren der Überlebenszeitanalyse wie der Kaplan-Meier-Schätzer und die Cox-Regression
- sozialwissenschaftliche Skalierungsmodelle wie das Rasch-Verfahren, die latente Strukturanalyse nach Lazarsfeld
- Guttman- und Mokken-Skalierung
- nichtmetrische Skalierung nach Kruskal